# اسکای تریر
اسکای تریر (به انگلیسی: SKYE TERRIER)از نژادهای سگ‌های تریر است. این سگ از سگ‌های زیبایی است که بیشتر خانم‌ها آن‌ها را نگه می‌دارند و به دلیل موهای بلندش به مراقبت بیشتری نیاز دارد و باید وقت کافی برای شانه زدن آنها صرف شود. از نظر ویژگی‌های ظاهری، دارای موهای پرپشت هستند که تمام بدنشان را می‌پوشاند. حتی صورتشان نیز با مو پوشیده‌است. موی این سگ‌ها آن‌ها را در برابر خارهای بیابان و آسیب دندان‌های روباه محافظت می‌کند. موهای این حیوان نباید زیاده از حد بلند شود، البته کوتاه هم نباید بشود. مراقبت از آن‌ها زیاد مشکل نیست، ولی همه روزه باید برس زده شوند. شکوه و قشنگی موهایش بعد از سال سوم به حد اعلای خود می‌رسد. این سگ‌ها دارای بدنی کشیده و پاها کوتاه می‌باشد. این سگ‌ها خیلی جنگجو هستند. از لحاظ رنگ، آبی یا خاکستری تیره و روشن یا آتشی با نقطه‌های سیاه استاندارد است. گوش این سگ‌ها آویزان است. ارتفاع این سگ‌ها ۲۵ سانتی‌متر و درازای آن‌ها تا ۶۰ سانتی‌متر می‌رسد. این سگ‌ها اطفال را خیلی دوست دارند و در برابر غریبه‌ها بسیار محتاطانه رفتار می‌کنند.